# Rossinyol de l'Himàlaia
El rossinyol de l'Himàlaia (Tarsiger rufilatus) és una espècie d'ocell de la família dels muscicàpids (Muscicapidae) propia del l'Himàlaia i les muntanyes de l'Àsia Sud-oriental. El seu estat de conservació es considera de risc mínim.
Està estretament emparentat amb el rossinyol cuablau i va ser considerada com una subespècie d'aquest en el passat (Tarsiger cyanurus rufilatus), però a més de diferir en el seu comportament migratori (el rossinyol cuablau és un migrant de llarga distància), també difereixen en el color blau més intens dels mascles adults i el color més gris de les femelles i joves.